# Endeavor: Deep Sea
Endeavor: Deep Sea — це стратегічна настільна гра, розроблена Карлом де Віссером та Джарраттом Греєм, яка вийшла у 2024 році. Гра є ідейним наступником гри Endeavor: Age of Sail (2018), проте переносить гравців у сучасну епоху дослідження океанських глибин. Учасники очолюють незалежні дослідницькі інститути, наймають експертів, досліджують нові локації та публікують наукові статті, намагаючись зберегти крихкий баланс морського життя.
У 2025 році гра здобула престижну нагороду Kennerspiel des Jahres.

## Ігровий процес
Партія триває шість раундів. Кожен раунд складається з чотирьох фаз: гравці наймають нового члена екіпажу (експерта), отримують нові диски дій, повертають диски з використаних персонажів, а потім виконують дії, розміщуючи диски на картах експертів у своєму ігровому планшеті.
Ключовим елементом гри є розвиток чотирьох треків на особистому планшеті гравця:
- Репутація (червоний) — визначає рівень експертів, яких можна найняти.
- Натхнення (зелений) — визначає кількість нових дисків дій, які гравець отримує щораунду.
- Координація (жовтий) — визначає, скільки дисків можна повернути з використаних експертів.
- Винахідливість (синій) — визначає дальність переміщення та глибину занурення батискафів[4].

Дії гравців включають переміщення батискафів, ехолокацію (відкриття нових локацій на модульному полі), дайвінг (здобуття очок науки), збереження природи та публікацію наукових статей. Багато дій вимагають розміщення дисків не лише на карті експерта, а й на ігровому полі, що робить ці диски тимчасово недоступними та створює кризовість у плануванні.

## Особливості
На відміну від своєї попередниці, Endeavor: Deep Sea є грою, заснованою на сценаріях. Перед кожною партією гравці обирають один із десяти сценаріїв, що нарощують складність та вводять нові правила та виклики. Деякі сценарії є кооперативними, інші — змагальними або для соло-гри.
Ігрове поле є модульним і розкривається поступово завдяки діям гравців, що додає елемент дослідження та невідомості. Експертів, яких наймають гравці, можна покращувати, що дозволяє створювати унікальні комбінації здібностей.

## Сприйняття та нагороди
Гра отримала схвальні відгуки за елегантний механізм дій, тематичну глибину та високу реіграбельність завдяки сценаріям та модульному полю. Критики відзначили, що гра вдало поєднує тактичне планування з елементом невідомості, створюючи напружений та захопливий ігровий процес.
Журі премії Kennerspiel des Jahres 2025 обґрунтувало свій вибір так:
Вимоглива «Endeavor: Deep Sea» показує, наскільки захоплюючими та різноманітними можуть бути сучасні настільні ігри. Відмінна тематична розробка поєднується з чудовими компонентами та живим ігровим процесом із захоплюючими рішеннями. У глибинах океану ви досліджуєте власні тактичні здібності. Хто хоче більшого, може спробувати особливо складну кооперативну версію.

### Нагороди та номінації
- 2025 Kennerspiel des Jahres — переможець
- 2024 Origins Awards — переможець у категорії «Найкраща важка стратегічна гра»
- 2024 Golden Geek — номінації «Гра року середньої складності» та «Найкраща тематична настільна гра»
- 2024 Board Game Quest Awards — номінація «Найкраща стратегічна/єврогра»[1]